# Калімнос (аеропорт)
Національний аеропорт острова Калімнос або Національний аеропорт Калімнос (грец. Κρατικός Αερολιμένας Καλύμνου) (IATA: JKL, ICAO: LGKY) — аеропорт на острові Калімнос, Греція. Аеропорт розташовано за декілька кілометрів від міста Потія. Аеропорт було відкрито 10 серпня 2006.

## Авіалінії та напрямки
| Авіакомпанія | Пункт призначення                   |
| ------------ | ----------------------------------- |
| Olympic Air  | Астипалея, Афіни, Кос, Лерос, Родос |